# 印尼國家銀行

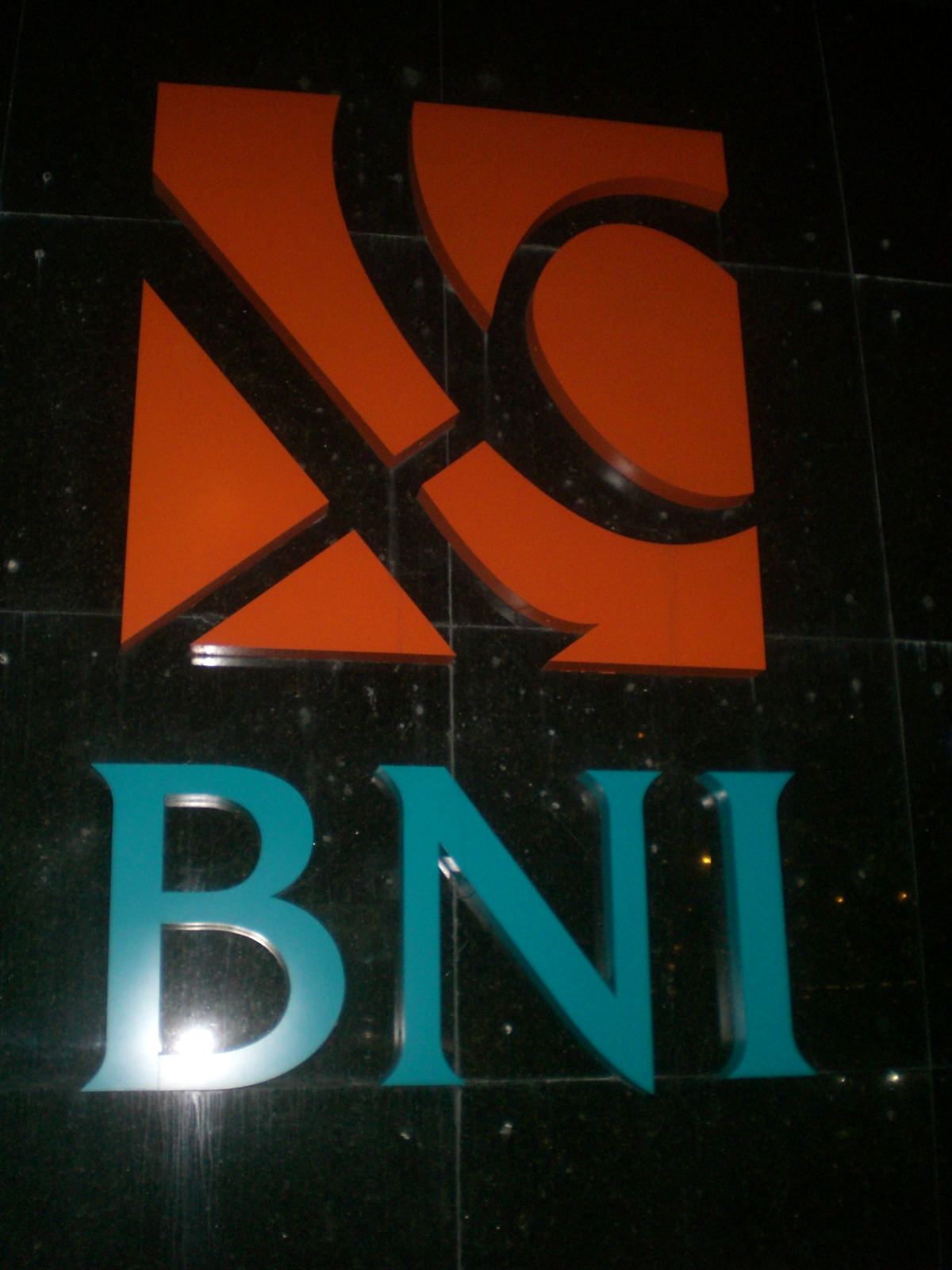
香港夏愨道遠東金融中心地下

印尼國家銀行，簡稱 BNI， 屬於印尼最大銀行。 雖然營業額比重是來自印尼當地業務，但也有新加坡、多倫多, 香港、倫敦及紐約等辦事處，分行達至1000間以及900萬客戶 （页面存档备份，存于） 其股份自耶加達證券交易所 上市。截止2007年3月12日為止，市值達至23.8兆印尼盾 (約26億美元或203億港元)。
本銀行屬於印尼政府擁有的，在1946年成立的。
2021年2月1日，Syariah Mandiri银行、BRI Syariah 银行和印尼國家銀行 三家印尼国有伊斯兰银行合并为印尼最大的伊斯兰银行伊斯兰教法银行（Bank Syariah Indonesia，简称BSI）总资产约为239.56万亿印尼盾。

## 外部連結
- Official site （页面存档备份，存于）